# 満洲国童子団連盟
満洲国童子団連盟（まんしゅうこくどうじだんれんめい、旧字体：滿洲國童子團聯盟）は満洲国に存在したスカウティング組織。本項目では同時期の満洲国における他のスカウティング組織についても記述する。

## 概要

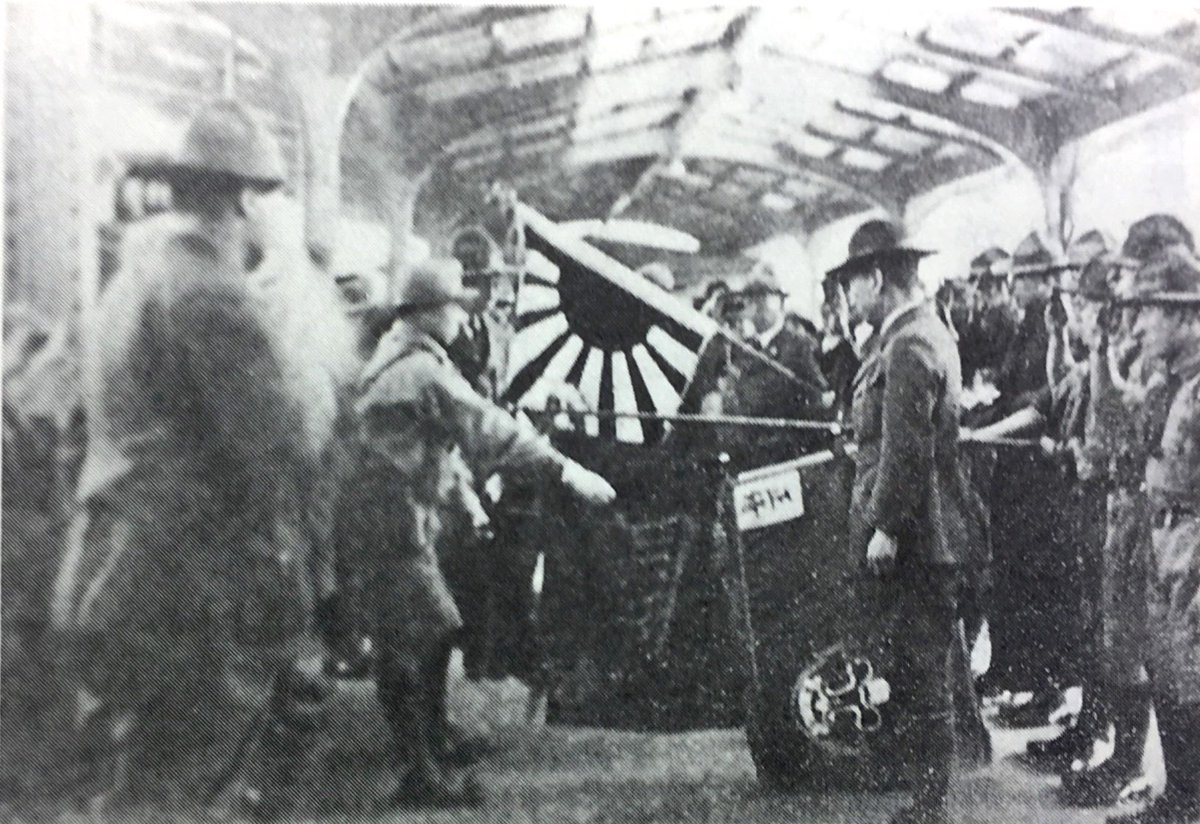
東京駅での日満健児交歓会。1935年。

1932年、満洲国童子団は溥儀を総裁に立てて成立した。指導者養成には少年団日本連盟（現在のボーイスカウト日本連盟）から人員が派遣されるという「殖民地少年団」形式がとられた。排日運動への教化政策として、また在留日本人子弟対策として少年団組織の強化は軍部としても喫緊の課題となっており、永田鉄山や臼田寛三の協力の下満洲童子団は即席に結成させられることになった。
1932年3月、満洲国政府は「民生部訓令第143号」「文教部訓令第 21号」を発令しスカウティング組織の設立を号令した。
1932年9月10日から14日にかけて、満洲国国文教部の招請を受けて三島通陽日連理事、米本卯吉日連参事、葦谷泰造日連主事らが満洲にわたり満洲国童子団設立のための特設実習所の講師を務めた（以降日蓮は1935年まで年1度三島らによる講習会を開催した）。ついで同14日に童子団の結団式が行われ（理事長・張燕郷）、二荒芳徳日連理事長が参列した。翌15日に日満洲議定書が調印され、二荒・三島は童子団名誉総裁たる執政溥儀に謁見した。
こうした植民地少年団形式がとられる一方で、これが徹底していたのは大都市レベルのみであり、満洲国の指導者養成課程を受けずに指導者にとどまった者や中国国民党の童子軍指導者養成機関である上海東亜体育専科学校の出身者が残るなど、内部に矛盾をはらんでいた。
満洲国政府は日本式のスカウティングを学校で展開し、その内容には軍事教練も含まれていた。日本軍当局は一貫して占領地におけるスカウティングの奨励は行はなかった。地域の情勢が良いところでは、当局はその地域のスカウティングを許可するか日本式のスカウティングである少年団を導入し、時にはこれを強制した。他方で、情勢が好ましくなく、スカウティングを通して反日感情が育まれるような場合、当局は全面的にスカウティングを禁じた。1933年4月、満洲健児（スカウト）の最初の親善大使として、熱河省のスカウトが来訪した。
1937年に日本の軍当局は北京政府統治下でのスカウティングを禁止したが、満洲に於いては日本式の少年団を奨励した。1938年の協和少年団が10歳から15歳の青年の義務教育として成立した 。組織形態はManchukuo Boys Corps、Manchuria Boy Scout Organization、Manchuria League of Boy Scoutsと変転し 、中国童子軍のモットーである「智、勇、仁」を採用し孔子廟で 名誉会議（現在のボーイスカウト日本連盟でいう「班長会議」）を行うようになった。
1939年、童子団は国家機構である満洲国協和会の下部団体となり、協和青年団と改組した。童子団結成からの5年間で、スカウト数は75人から約2万4000人にまで増加していた。同年8月には興亜青少年訓練大会が催され、日連・満洲国協和会青少年団・駐日タイスカウトなどのほか、ボーイスカウトアメリカ連盟のロサンゼルス379隊や駐日ヒトラーユーゲントが参加した。
エンブレムには満洲国の国旗とX字状に交差した清朝を示す龍があしらわれている。

## 満洲国における少年団日本連盟

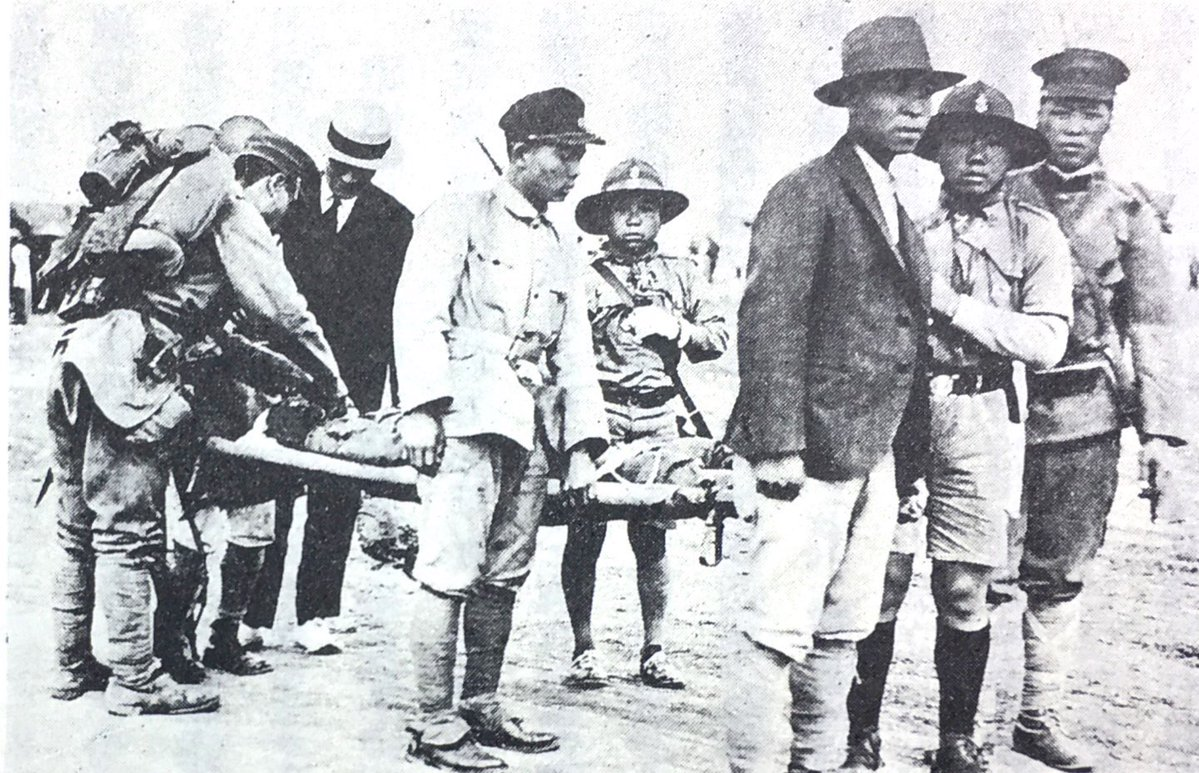
満洲で負傷兵を救護する日本の少年団員

1931年の満洲事変勃発時、満洲で活動を展開していた在満日本人子弟を対象とした少年団（スカウト隊）は軍の命令により後衛的な組織任務に就かされることになった。少年団日本連盟加盟団として長春・鉄嶺・ハルビン・安東・旅順・大連、未加盟ではあるが奉天にも少年団・健児団がありこれらが従軍したほか、1931年11月5日から日本本土からも青年健児（スカウト）による「満蒙派遣団」が労務奉仕や慰問のために組織された。これらの活動自体は場当たり的なものであったものの、この少年団の活動が国内で脚光を浴びたことから、満蒙でのより一層の活動が求められた。これを受けて派遣団幹部の米本卯吉は「満蒙のスカウト化」と題する文章で満洲国にスカウト教育を徹底することが出来れば国防は成就するとの旨を主張した。これが満洲における排日運増を懐柔する方策としての「満蒙童子団」結成の必要と相まって、軍の方針に乗じてスカウト活動が展開されていった。
大正初期の少年団日本連盟結成時点で、植民地における少年団の活動は皆無に等しかった。しかし、大日本少年団連盟と改称した1935年には、日本の子弟による少年団が満洲など各地に点在するようになっており、このことは改称の背景になっている。この当時、当局は満洲童子団なおの殖民地少年団を養成しながらも、日本人子弟の少年団は大日本少年団連盟に属する形となっており、両社は分断されていた
。そのような中で、満洲や南支（華南）の少年団が連盟を作るとなれば「少年団日本連盟」と対等のように聞こえてしまい「東洋の盟主」として都合が悪いという思惑が、「大日本少年団連盟」という名称への改称の理由の一つとなったのである。
1939年、満洲国協和会の発足に伴って、在満日本人少年団10団400名は日連を脱退し満洲国協和会青少年団連盟に合流した。

## 1922年から1947年にかけての満洲におけるロシア人スカウティング
1917年から1922年にかけて白系ロシア人スカウトが満洲にや中国本土に逃れ、ハルビン、天津、上海などの敏江はロシア人による大規模なスカウティング組織が形成された。